# Фридрих II (Бранденбург)
Вижте пояснителната страница за други личности с името Фридрих II.
Фридрих II „Железния“ или „Железен зъб“ (на немски: Friedrich II von Brandenburg, „der Eiserne“, „Eisenzahn“, * 19 ноември 1413 в Тангермюнде, † 10 февруари 1471 в Нойщат на Айш) от род Хоенцолерн е маркграф и курфюрст (1440 - 1470) на Бранденбург.

## Произход
Той е вторият син на по-късния курфюрст Фридрих I от Бранденбург (1371–1440) и Елизабета (1383–1442), дъщеря на херцог Фридрих от Бавария-Ландсхут от род Вителсбахи и втората му съпруга Мадалена Висконти (1366–1404), дъщеря на Бернабо Висконти.
На осем години той е сгоден за Хедвига от Полша (1408-1431), дъщеря на полския крал Владислав II, и десет години е възпитаван в Полша. Хедвига е до 1424 г. полска престолонаследничка. Нейната неочаквана смърт го прави меланхоличен за цял живот.
През 1437 г. той поема управлението на марките, след като по-големият му брат Йохан се отказва от правата си на първороден син. След три години Фридрих наследява баща си като курфюрст на Бранденбург. До 1447 г. той управлява заедно с брат си Фридрих Мазния, който след подялба на земята получава Старата марка (Алтмарк).
Фридрих се откзва от предложените му корони на Полша и Бохемия. Той се посвещава на засилването на круфюрството си и Берлин. През 1440 г. той подарява възпитателния „Шваненорден“ за младежи. През 1451 г. завършва курфюрсткия дворец. 1454 г. той купува Ноймарк за 40 000 гулдена от Немския орден, купува и господствата Котбус и Пайц. Той дарява през 1465 г. Берлинската катедрала, назначава пет момчета певци и основава берлинския катедрален хор.
Фридрих предава 1470 г. след безуспешни боеве против померанските херцози, управлението на брат си Албрехт Ахилес и се оттегля в замък Пласенбург. Той умира на 10 февруари 1471 г. в Нойщат ан Айш и е погребан в църквата на манастир Хайлсброн.

## Деца
Фридрих II се жени на 11 юни 1446 във Витенберг за Катарина от Саксония (1421–1476), дъщеря на курфюрст Фридрих I от Саксония, и има с нея децата:
- Доротея (1446–1519)

∞ 1464 херцог Йохан IV от Саксония-Лауенбург (1439–1507)
- Маргарета (1449/50–1489)

∞ 1477 херцог Богуслав X от Померания (1454–1523)
- Йохан (ок. 1452–1454)
- Еразмус (ок. 1453–1465)